# Albert Lodewijk van Lichtervelde

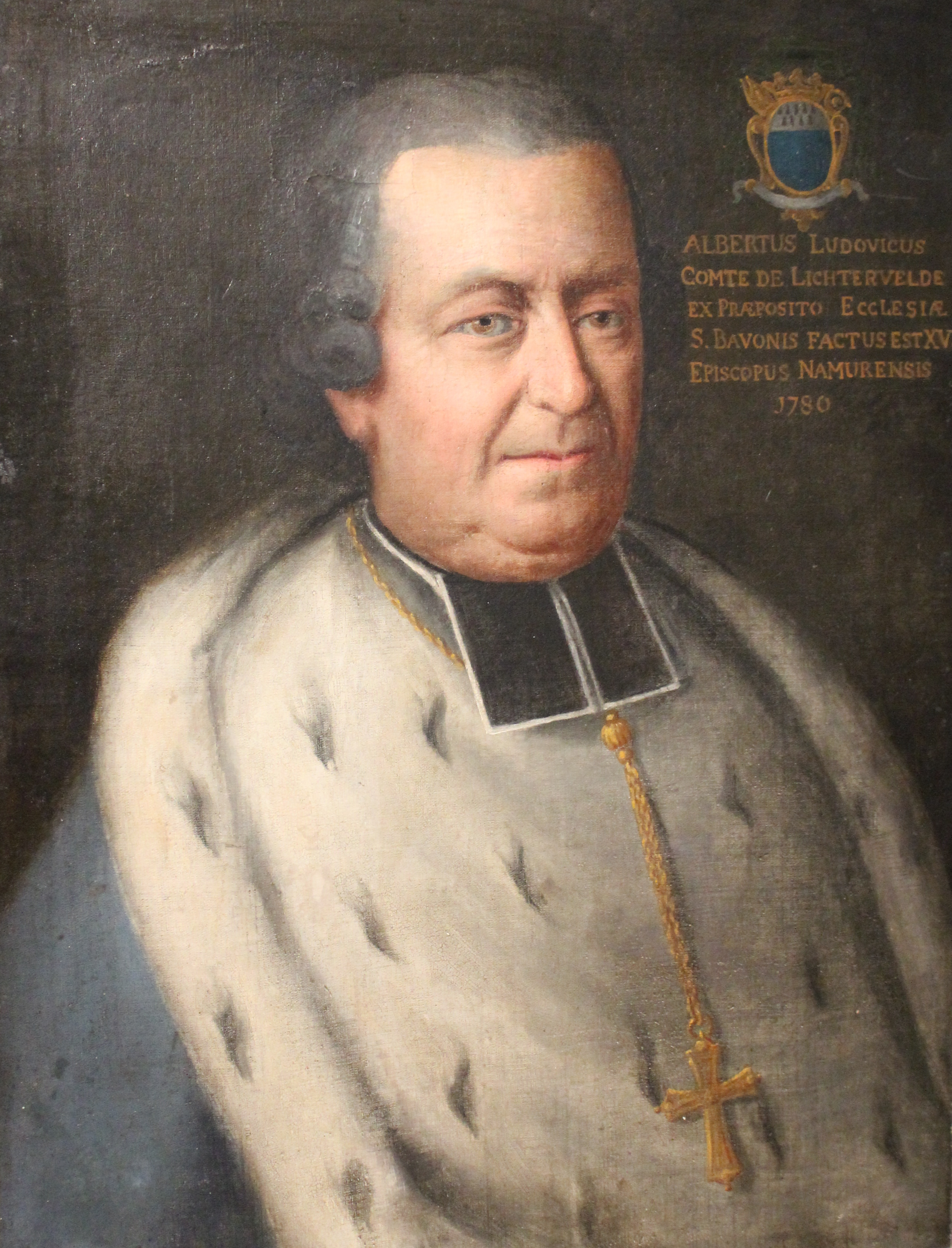
Portret van Albert Lodewijk van Lichtervelde in de Sint-Baafskathedraal te Gent

Albert Lodewijk van Lichtervelde (Gent, 16 augustus 1715 - Namen, 18 oktober 1796) was een 18e-eeuwse, uit Vlaanderen afkomstige bisschop.

## Levensloop
Albert Lodewijk (Albert-Louis) van Lichtervelde was een van de zoons van Gilles-François van Lichtervelde (1666-1750) en Maria-Anne de Preudh'homme d'Hailly (1674-1766). Gilles was een nazaat van degene die in 1645 de titel van graaf had verkregen, overdraagbaar bij eerstgeboorte. De titel ging over op Charles de Lichtervelde (1712-1767), een oudere broer van Albert-Louis.
Hij werd priester van het bisdom Gent, en was kanunnik (1740), deken (1769) en proost (1772) van Gent, en ook deken van het Sint-Baafskapittel (1778). Het is dus in Gent dat hij het grootste deel van zijn carrière doorbracht. 
In juni 1779 werd hij voorgesteld als bisschop van Namen. Het duurde nog tot 14 november 1780 voor hij plechtig zitting kon nemen in de bisschopsstad. Hij was de vijftiende om deze zetel te bezetten en de laatste bisschop uit het ancien régime. Pas in 1802, na het Concordaat, werd een opvolger benoemd.
Lichtervelde bestuurde goedmoedig zijn hoofdzakelijk landelijk bisdom, maar nam vanaf 1787 een strakke houding aan tegen de hervormingen die Jozef II op allerlei gebied wilde doorvoeren. Wanneer hij weigerde zijn seminarie te sluiten, zoals werd opgelegd, werd beslist dat hij niet bekwaam was zijn bisdom te leiden en moest hij zich terugtrekken in een klooster. Nochtans liet Lichtervelde weten dat hij zich onderwierp (later ontkende hij dit) en mocht hij blijven. In elk geval bleef hij weigeren zijn seminaristen naar het jozefistisch seminarie in Leuven te sturen.
Hij moest zijn bisdom door de verschillende fasen van de snel opvolgende regimes loodsen (Brabantse Omwenteling, terugkeer van de Oostenrijkers, eerste Franse bezetting, opnieuw terugkeer van de Oostenrijkers, definitieve terugkeer van de Fransen). In tegenstelling tot andere bisschoppen vluchtte hij niet en bleef in Namen. Hij overleed, 81 jaar oud, in de stad die toen een prefectuur van de Franse republiek was geworden.